# 김민겸 (축구 선수)
김민겸(한국 한자: 金愍謙, 1990년 6월 30일 ~ )은 대한민국의 전 축구 선수이며, 포지션은 미드필더이였다.